# Liste der politischen Parteien in Tschechien
Die Liste der politischen Parteien in Tschechien führt die aktuellen und historischen Parteien in Tschechien seit 1993 auf.

## Aktuell im tschechischen Parlament vertretene Parteien
In beiden Kammern
- ANO 2011 (ANO) – Aktion unzufriedener Bürger (populistisch, zentristisch)
- Česká pirátská strana (Piráti) – Tschechische Piratenpartei (linksliberal)
- Křesťanská a demokratická unie – Československá strana lidová (KDU-ČSL) – Christliche und Demokratische Union – Tschechoslowakische Volkspartei (christdemokratisch, konservativ)
- Občanská demokratická strana (ODS) – Demokratische Bürgerpartei (liberal konservativ, wirtschaftsliberal, EU-skeptisch)
- Starostové a nezávislí (STAN) – Bürgermeister und Unabhängige (liberal konservativ, regionalistisch)
- Svoboda a přímá demokracie (SPD) – Freiheit und direkte Demokratie (rechtspopulistisch, EU-skeptisch)
- TOP 09 – (christdemokratisch, liberal konservativ)

Nur im Senat (Auswahl)
- Sociální demokracie (SOCDEM) – Sozialdemokratie (sozialdemokratisch)
- Ostravak (Regionalpartei in Ostrava)
- Severočeši.cz (Regionalpartei im Ústecký kraj)
- Svobodní – Freie (klassisch liberal, libertär konservativ, EU-skeptisch)
- Strana zelených (SZ) – Partei der Grünen (grün)
- SEN 21

## Weitere aktuell noch bestehende, früher im Parlament vertretene Parteien
- ČSSD – Česká suverenita sociální demokracie (ČSSD) – Tschechische Souveränität der Sozialdemokratie (nationalistisch, EU-skeptisch)
- Demokratická strana zelených – Demokratische Partei der Grünen (grün)
- Komunistická strana Čech a Moravy (KSČM) – Kommunistische Partei Böhmens und Mährens (kommunistisch, marxistisch, EU-skeptisch)
- Národní socialisté – levice 21. století – Volkssozialisten – Linke des 21. Jahrhunderts (sozialdemokratisch)
- Řád národa (ŘN) – Nationale Ordnung (nationalkonservativ, früher liberal)
- SNK Evropští demokraté (SNK-ED) – Vereinigung unabhängiger Kandidaten – Europäische Demokraten (liberal konservativ)
- Strana Práv Občanů ZEMANOVCI – (SPOZ) – Partei der Bürgerrechte – Zemans Leute (sozialdemokratisch, populistisch, Partei des Präsidenten Miloš Zeman)

## Ehemalige, früher im Parlament vertretene Parteien
- Občanská demokratická aliance (ODA) – Bürgerlich demokratische Allianz (liberal konservativ, 1989–2007)
- Unie svobody – Demokratická unie (US-DEU), Freiheitsunion – Demokratische Union (liberal, 1998–2010)
- Úsvit – Národní koalice (Úsvit) – Morgendämmerung der direkten Demokratie (rechtspopulistisch, EU-skeptisch, 2013–2018)
- Věci veřejné – Öffentliche Angelegenheiten (liberal konservativ, 2001–2015)
- Zelení – Die Grünen (grün, 2006–2017)